# Luhačovice (zámek)
Zámek Luhačovice je barokní šlechtické sídlo, které se nachází na Masarykově ulici v jihozápadní části města Luhačovice ve Zlínském kraji.
Z roku 1412 pochází nejstarší písemná zpráva o tvrzi v Luhačovicích, která zanikla v době válek s Matyášem Korvínem. Roku 1629 zakoupili luhačovické panství Serényiové a v letech 1730 až 1738 nechal Wolfgang Serényi postavit jednopatrový barokní zámek se dvěma křídly, krytým vstupním schodištěm a hodinovou věží. K zámku patří také park a kaple zasvěcená svatému Josefovi, která sloužila jako luhačovický farní kostel od roku 1784 do roku 1997, kdy ji nahradil moderní kostel svaté Rodiny. V hospodářských budovách přiléhajících k zámku funguje restaurace a galerie, před zámkem je socha svatého Gotharda.
Ve dvacátém století prošel zámek rekonstrukcí. Po druhé světové válce Serényiové sídlo opustili a v roce 1948 bylo zestátněno. Město zde umístilo napřed mateřskou školu, později dům dětí a mládeže a základní uměleckou školu. V roce 2017 byl zámek navrácen potomkům Serényiů, rodině Thienen-Adlerflychtů. V roce 2019 bylo dohodnuto, že restituenti budou obývat polovinu zámku a ve druhé polovině zůstane základní umělecká škola, zatímco dům dětí a mládeže se přestěhuje do školy nad nádražím.